# Brugnera
Brugnera is een gemeente in de Italiaanse provincie Pordenone (regio Friuli-Venezia Giulia) en telt 8503 inwoners (31-12-2004). De oppervlakte bedraagt 29,2 km², de bevolkingsdichtheid is 294 inwoners per km².
De volgende frazioni maken deel uit van de gemeente: Maron, Tamai.

## Demografie
Brugnera telt ongeveer 2982 huishoudens. Het aantal inwoners steeg in de periode 1991-2001 met 2,8% volgens cijfers uit de tienjaarlijkse volkstellingen van ISTAT.
| Jaar | Inwoneraantal |
| ---- | ------------- |
| 1991 | 7889          |
| 2001 | 8112          |

## Geografie
De gemeente ligt op ongeveer 16 m boven zeeniveau.
Brugnera grenst aan de volgende gemeenten: Fontanafredda, Gaiarine (TV), Porcia, Portobuffolè (TV), Prata di Pordenone, Sacile.

## Externe link

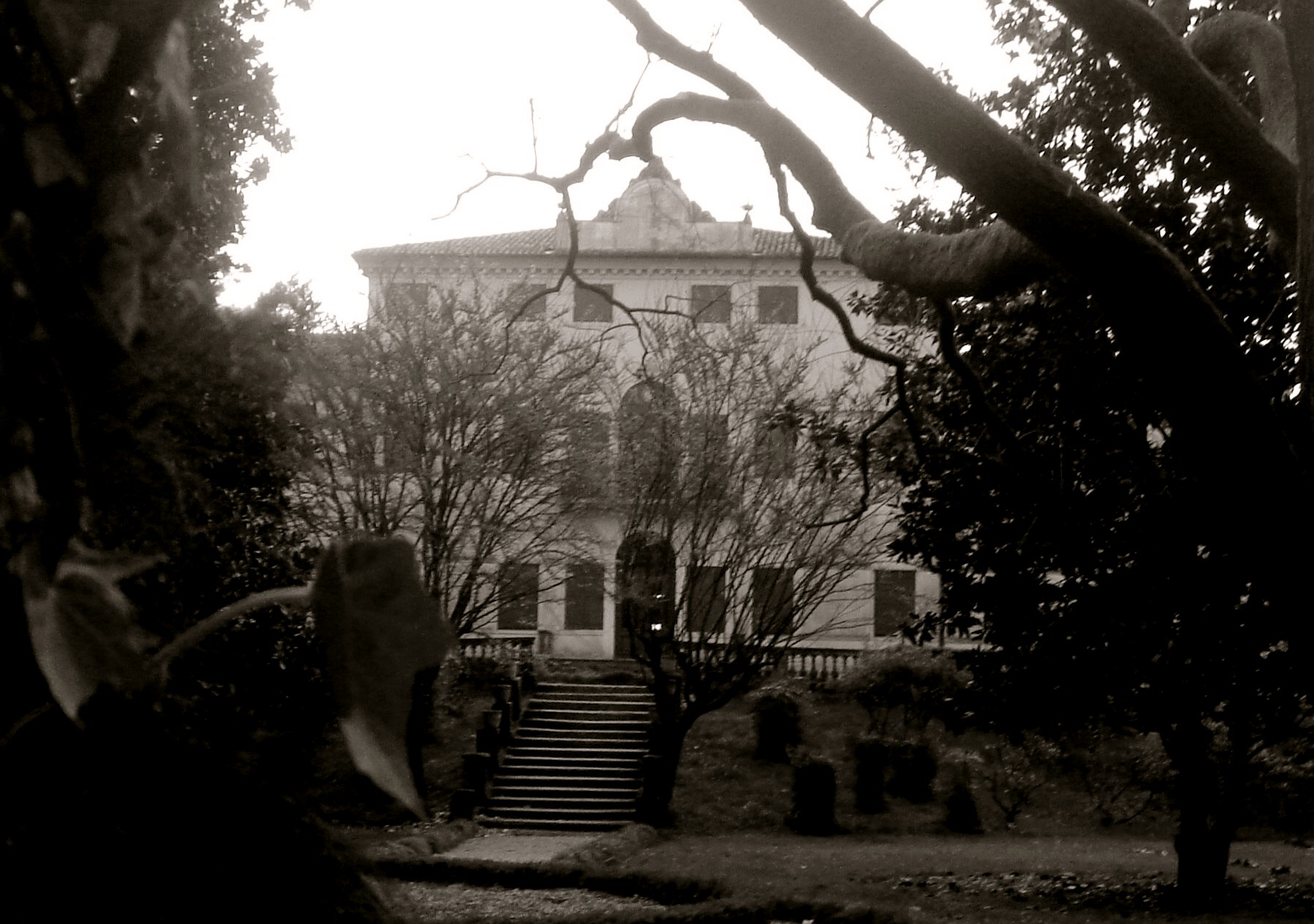
Villa Varda bij Brugnera